# Samsung Galaxy Tab 4 7.0
Samsung Galaxy Tab 4 7.0 — 7-дюймовый планшетный компьютер, работающий на базе операционной системы Android. Он разработан и производится компанией Samsung Electronics и принадлежит к четвертому поколению линейки Galaxy Tab. В эту серию также входят модели с большими экранами, такие как Galaxy Tab 4 8.0 и Galaxy Tab 4 10.1. Анонс устройства состоялся 1 апреля 2014 года, а его выход на рынок состоялся 1 мая того же года.

## История устройства
Galaxy Tab 4 7.0 был представлен публике 1 апреля 2014 года. Он был анонсирован вместе с другими моделями серии Galaxy Tab 4, такими как Galaxy Tab 4 8.0 и Galaxy Tab 4 10.1, в преддверии Всемирной мобильной конференции 2014 года, что подчеркивало важность новинок для компании Samsung.

## Функциональные возможности
На момент выпуска Galaxy Tab 4 7.0 работал на операционной системе Android версии 4.4.2 KitKat. Samsung адаптировала пользовательский интерфейс с использованием своего фирменного ПО TouchWiz UX. В дополнение к стандартным приложениям Google, таким как Google Play, Gmail и YouTube, планшет предоставляет доступ к множеству приложений Samsung, включая S Suggest, S Voice, S Planner, WatchON, Smart Stay, Multi-Window, Group Play и All Share Play.
Galaxy Tab 4 7.0 предлагается в различных конфигурациях: модели с поддержкой только Wi-Fi, а также устройства с поддержкой 3G и 4G/LTE в сочетании с Wi-Fi. Объем встроенной памяти варьируется от 8 до 32 ГБ в зависимости от конкретной модели, при этом имеется слот для карт microSDXC, что позволяет пользователям расширять доступное пространство для хранения данных. Планшет оснащен 7-дюймовым WXGA TFT-экраном с разрешением 1280x800 пикселей (216 ppi). Кроме того, он оборудован фронтальной камерой на 1,3 мегапикселя и основной камерой на 3,2 мегапикселя, которая не поддерживает автофокус и вспышку. Тем не менее, устройство позволяет записывать HD-видео.
Поддержка USB OTG доступна только для LTE-версии Samsung Galaxy Tab 4 7.0.

## Восприятие
В обзорах отмечают, что планшет отличается хорошим качеством сборки, длительным временем работы от батареи и приятным пользовательским интерфейсом. Среди недостатков — медленная производительность и плохая читаемость экрана на солнце.

## Специальные выпуски
5 июня 2014 года компании Samsung и Barnes & Noble объявили о сотрудничестве, в результате которого Galaxy Tab 4 7.0 стал основой для нового планшета Nook. Этот специальный выпуск получил название Samsung Galaxy Tab 4 Nook и был представлен на рынке 21 августа 2014 года по цене $199.